# Michael (Regensburg)
Michael († 23. September 972) war der 12. Bischof von Regensburg von 942 bis 972. 
Michael war zum Zeitpunkt seiner Ernennung zum Bischof Generalvikar der böhmischen Anteile des Regensburger Bistums mit Sitz in Prag. Vermutlich befand er sich bis zur Ermordung Wenzels von Böhmen dort. Unter Herzog Boleslav I. wurde er zur Weihe der Veitskirche geladen. Dieser Einladung folgte er aufgrund der politischen Spannungen in der Folge des Brudermords nach längerem Zögern. Boleslav I. gab seinen Sohn Strachkvas in die Obhut des Klosters Sankt Emmeram. Michael war wie die anderen ersten Regensburger Bischöfe zugleich Vorsteher des Klosters. 
Im Heere Ottos des Großen war Michael am Kampf in Böhmen beteiligt. Er nahm auch an der Schlacht auf dem Lechfeld im Kampf gegen die Ungarn teil. Zwei bedeutende ungarische Anführer (Bulcsú und Lehel) wurden in Regensburg erhängt. In den folgenden Auseinandersetzungen wurde der Bischof schwer verwundet, wovon der Chronist und Bischof Thietmar von Merseburg ausführlicher berichtete.